# Mâcon (stad)
Mâcon is een stad en gemeente in het oosten van Frankrijk. Het is de prefectuur van het departement Saône-et-Loire. De stad ligt op de rechteroever van de Saône. De gemeente telde 34.759 inwoners op 1 januari 2022.

## Geschiedenis
De stad werd gesticht bij een oversteekplaats over de Saône in de derde eeuw v.Chr. in het gebied van de Keltische stam der Haedui. Ze kreeg de naam Matisco. De Romeinen richtten er een legerkamp in en bouwden een houten brug over de Saône. De Via Agrippa viel hier samen met de cardo die van zuidwest naar noordoost evenwijdig met de Saône liep. De loop van de cardo is te volgen in de straten Rue Carnot, Rue Dombey, Rue Franche en Rue Châtillon. De decamanus die van west naar oost liep volgde de Rue Sigorgne en de Rue de la Barre.
In de zesde eeuw veroverden de Franken het gebied. In 536 werd Mâcon bisschopszetel en aan het einde van de 6e eeuw vonden in Mâcon verschillende synodes plaats.
In de middeleeuwen was Mâcon het centrum van het graafschap Mâcon dat behoorde bij het hertogdom Bourgondië. In de 11e eeuw werd een eerste stenen brug over de Saône gebouwd. Deze brug kreeg in 1221 militaire versterkingen.
Tijdens de Honderdjarige Oorlog werd een groot deel van Mâcon verwoest. Als grensstad tussen Frankrijk en het Heilig Roomse Rijk bloeide de stad dankzij de douane-inkomsten. Mâcon kende een bloeiperiode van de 16e tot het begin van de 17e eeuw. De stad floreerde dankzij de wijnhandel en de nijverheid (textiel en bouw van tonnen).
In 1533 was er een eerste calvinistische prediker actief in Mâcon. In 1561 kwam er een protestantse kerk in Mâcon. Het schepencollege van de stad was in meerderheid protestants en ook een belangrijk deel van de bevolking hing de nieuwe leer aan. De protestanten van Mâcon werden behoed voor slachtpartijen tijdens de Bartholomeusnacht (1572) door gouverneur Philibert de la Guiche die hen preventief liet opsluiten. Maar zij moesten wel kiezen tussen verbanning of het afzweren van hun geloof. In 1620 was er opnieuw een kerk voor de sterk gekrompen gemeenschap maar die moest rond 1660 opnieuw gesloten worden. Pas in 1833 werd er een nieuwe protestantse kerk geopend.
Na de Franse Revolutie werd het bisdom Mâcon afgeschaft. In 1790 werd Mâcon de prefectuur van het departement Saône-et-Loire. In 1972 werden de gemeenten Loché, Sennecé-les-Mâcon en Saint-Jean-le-Priche onderdeel van de gemeente als communes associées.

## Geografie
De oppervlakte van Mâcon bedroeg op 1 januari 2022 27,04 vierkante kilometer; de bevolkingsdichtheid was toen 1.285,5 inwoners per km².
De deelgemeenten Sennecé-les-Mâcon en Saint-Jean-le-Priche vormen een exclave en worden door de gemeente Sancé gescheiden van de rest van de gemeente. Deelgemeente Loché ligt in het zuidwesten van de gemeente. Aan de overzijde van de Saône ligt de gemeente Saint-Laurent-sur-Saône (Ain).
De onderstaande kaart toont de ligging van Mâcon met de belangrijkste infrastructuur en aangrenzende gemeenten.

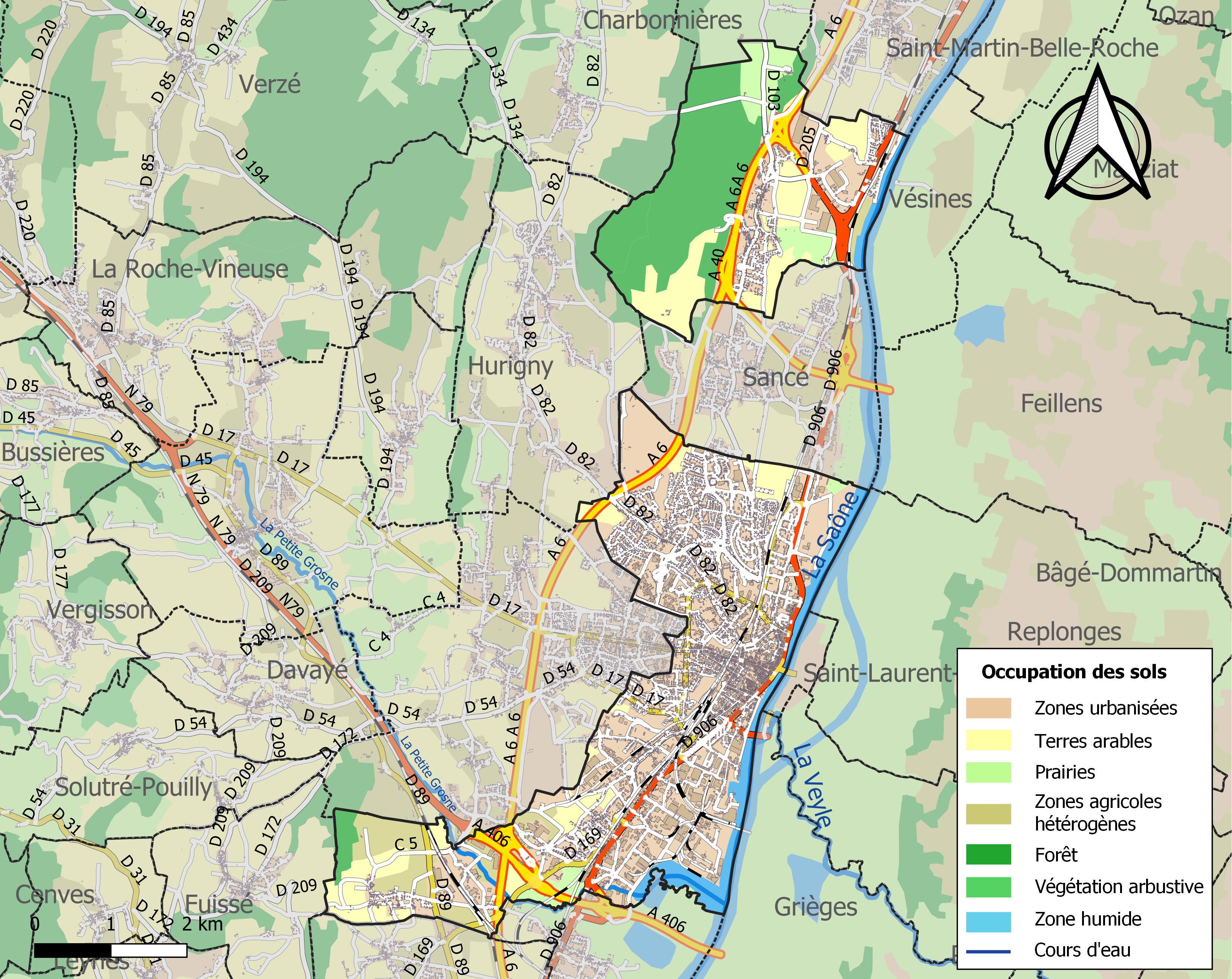

## Demografie
Onderstaande figuur toont het verloop van het inwonertal (bron: INSEE-tellingen).

## Bezienswaardigheden
- De voormalige kathedraal Saint-Vincent. De kathedraal werd na de Franse Revolutie deels afgebroken in 1798. Er resteren nog enkele delen, waaronder het voorportaal en de torens. Tegenwoordig wordt er beeldhouwwerk van de voormalige kathedraal tentoongesteld.
- De neoklassieke kathedraal Saint-Vincent werd aan het begin van de 19e eeuw gebouwd ter vervanging van de voormalige vernielde kathedraal.
- Het Museum voor Schone Kunsten bevindt zich in het voormalige Ursulinenklooster, een gebouw uit de 17e eeuw.
- Het Hôtel de Senecé, zetel van de Académie des sciences, arts et belles-lettres de Mâcon, huisvest op de eerste verdieping het musée Lamartine.
- Het Maison de bois, een houten vakwerkhuis uit de renaissance, versierd met figuratief snijwerk.
- Het Maison du Bailli
- De katholieke kerk Saint-Pierre is neoromaans en werd opgetrokken tussen 1859 en 1865 naar plannen van architect André Berthier.
- Het Hospice de la Charité werd, als een van de eerste in zijn soort in Frankrijk, in 1621 gesticht door Vincentius a Paulo. Rechts van de hoofdingang bevindt zich een vondelingenluik, een van de zeldzame nog bestaande in Frankrijk.
- Het stadhuis is gehuisvest in het voormalige hôtel de Montrevel (1750) dat bedoeld was als ambtswoning van de president van het Parlement de Bourgogne. De gevel die uitkijkt op de Saône is sober opgetrokken in Louis XVI-stijl.
- De brug Pont Saint-Laurent is een stenen brug die dateert uit de 11e eeuw.
- De brug Pont François-Mitterrand (2009)

### Lamartine
Mâcon is bekend als de geboorteplaats van staatsman en schrijver Alphonse de Lamartine. Zijn geboortehuis in de Rue des Ursulines bestaat niet meer maar in de stad herinneren een plein, een kaai, een museum en een standbeeld aan de beroemdste inwoner van Mâcon.

### Galerij

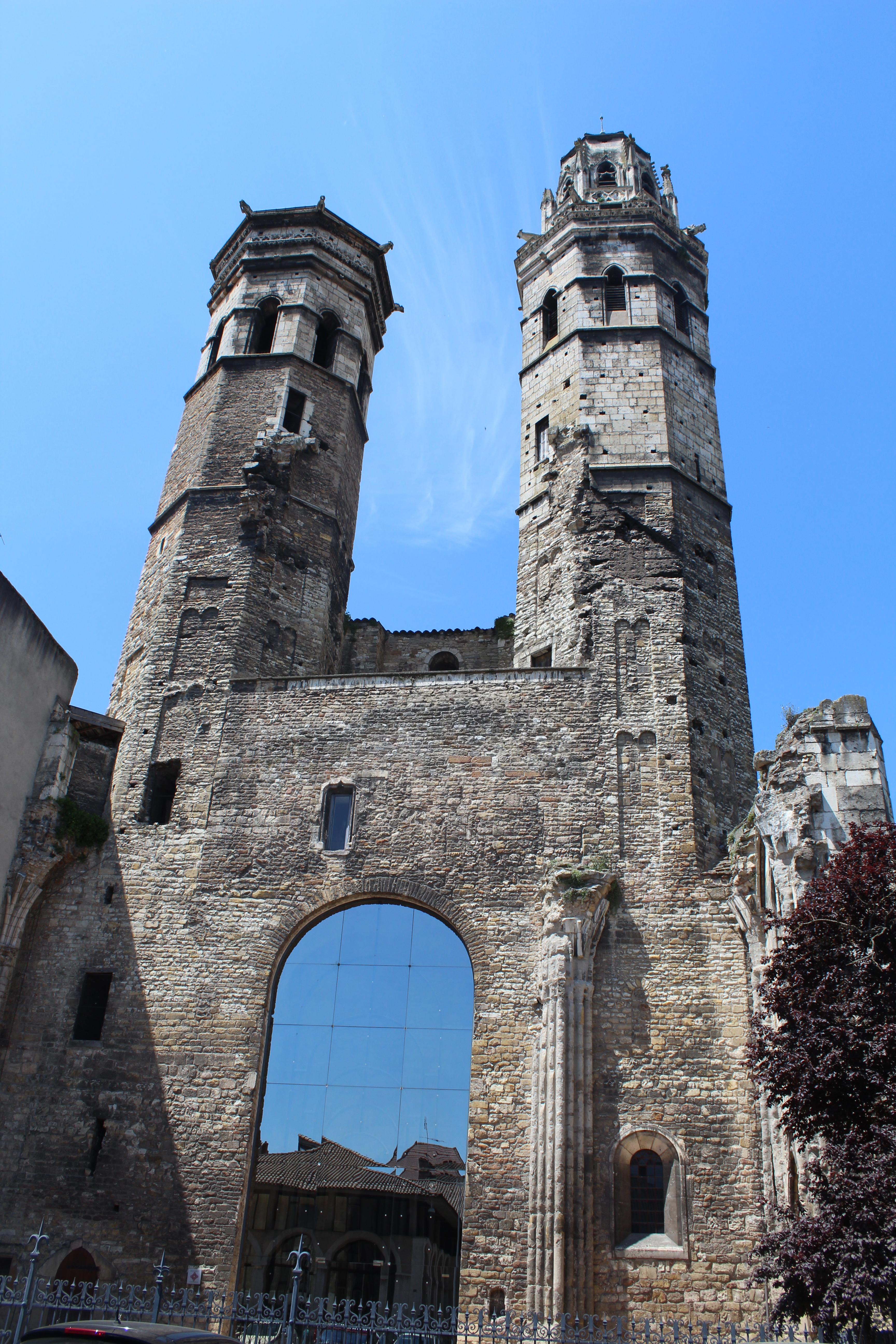
Voormalige kathedraal Saint-Vincent
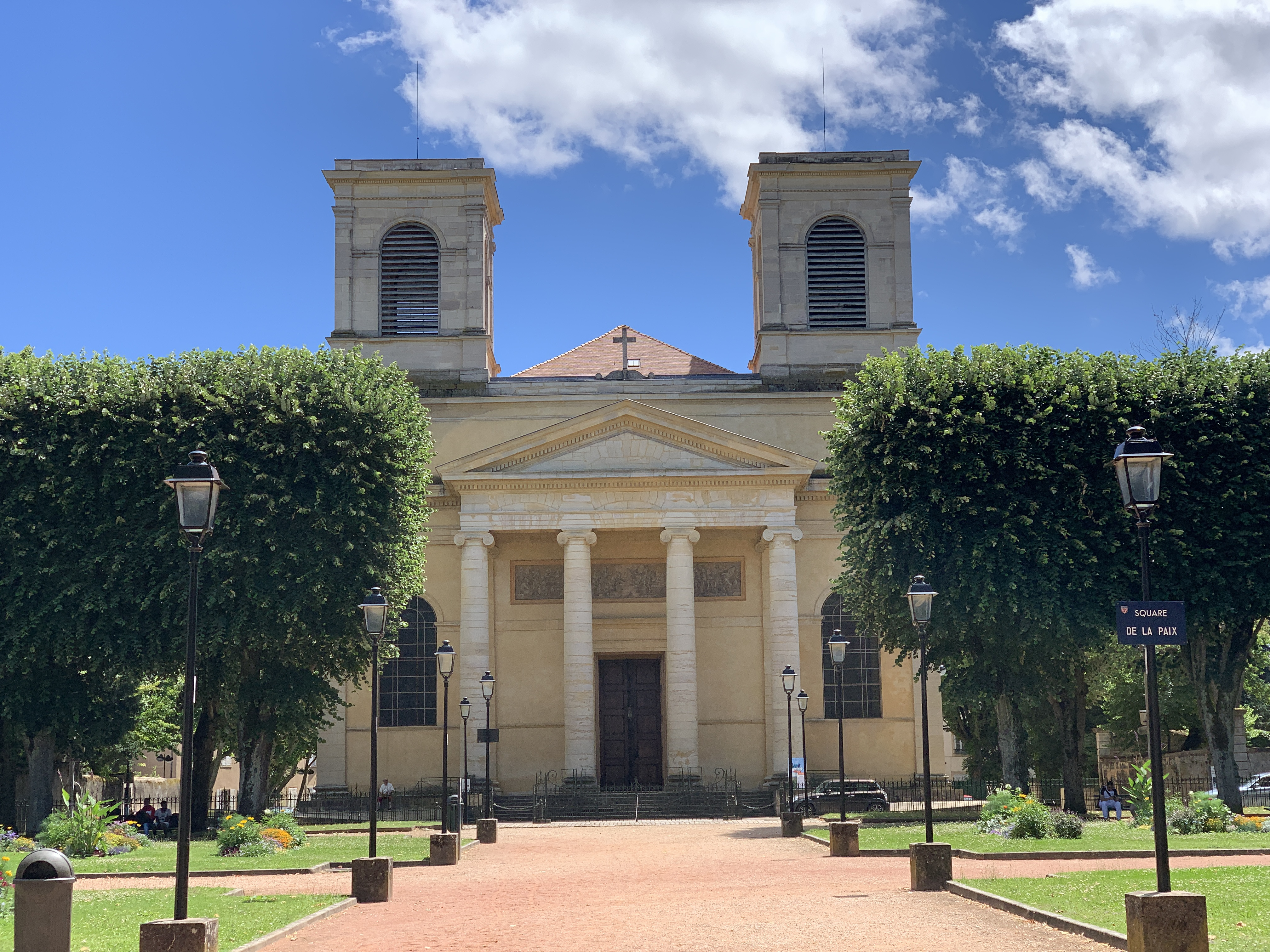
De nieuwe kathedraal Saint-Vincent
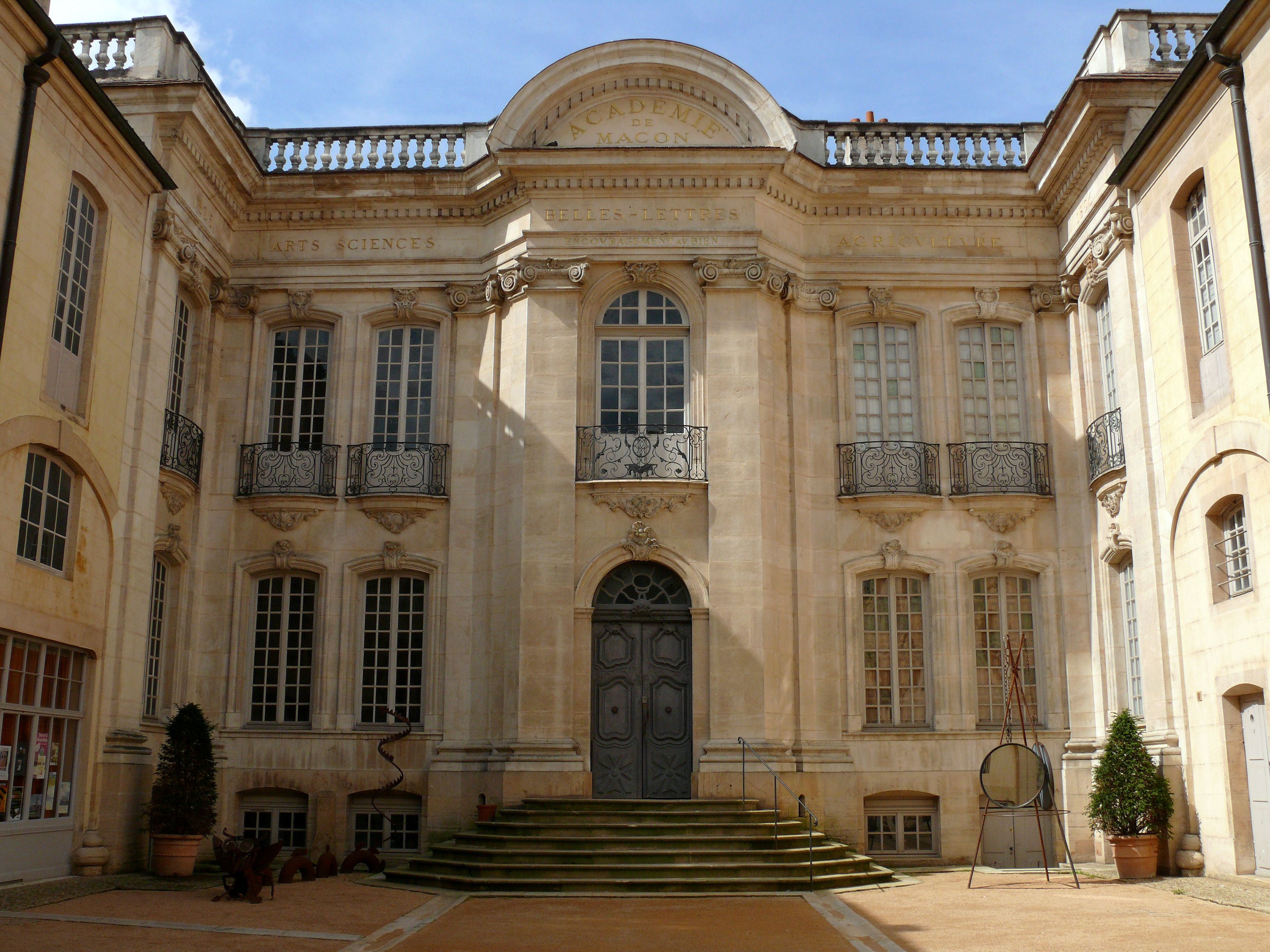
Hôtel de Senecé
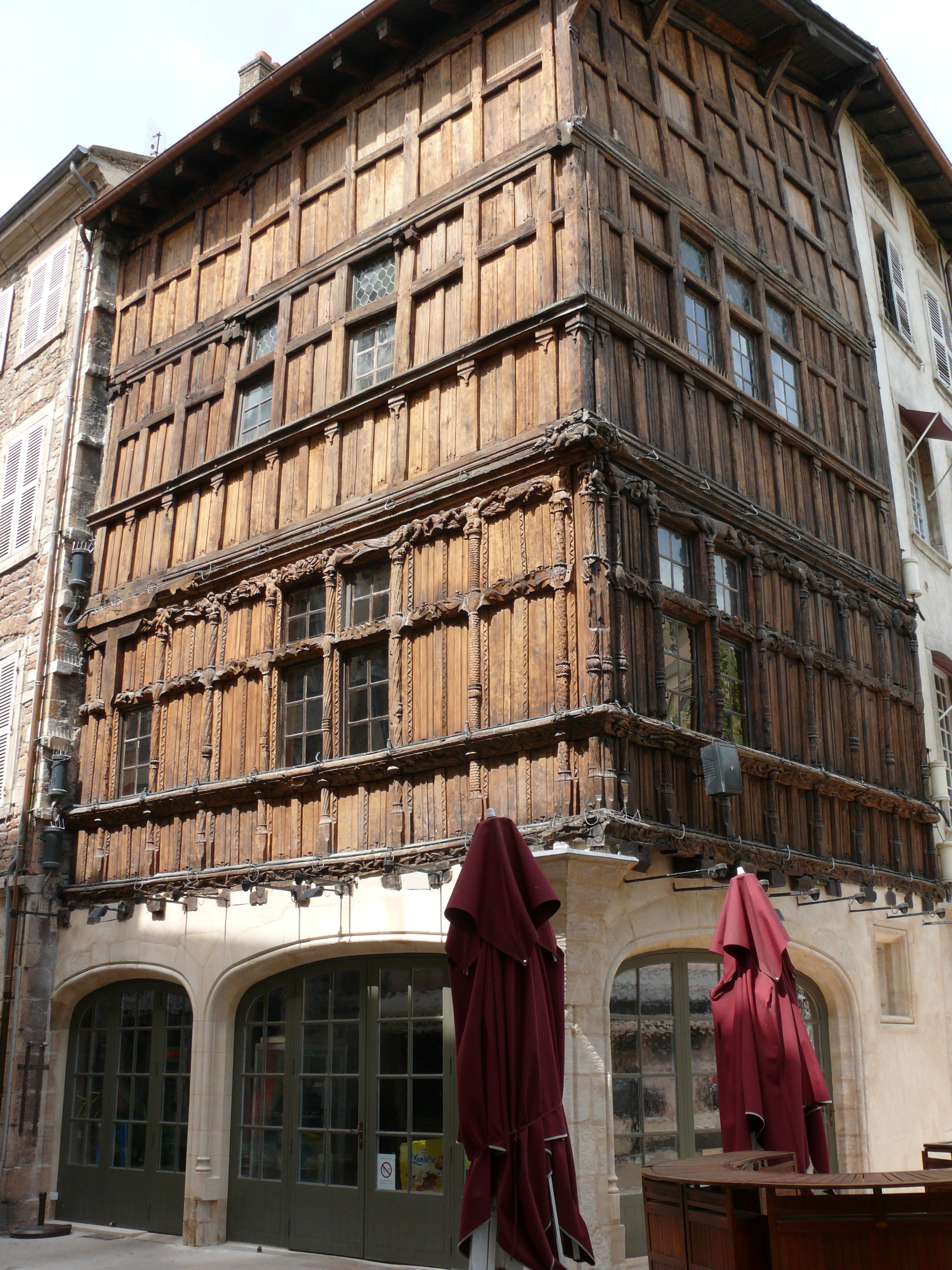
Maison de Bois

## Wijn
Mâcon is de hoofdplaats van de wijnstreek Mâconnais. In Mâcon wordt de jaarmarkt Foire International des Vins de France gehouden.

## Verkeer en vervoer
In de gemeente liggen de spoorwegstations Mâcon-Ville en Mâcon-Loché-TGV.
De autosnelwegen A6 en A40 lopen door de gemeente.

## Sport
Mâcon was zeven keer etappeplaats in de wielerkoers Ronde van Frankrijk. De laatste ritwinnaar in Mâcon is de Italiaan Matteo Tosatto in 2006. Sindsdien startte er driemaal een etappe in deze stad, dat was in 2012, 2019 en 2024.

## Partnersteden
- Eger (Hongarije)
- Overijse (België)

## Bekende inwoners van Mâcon

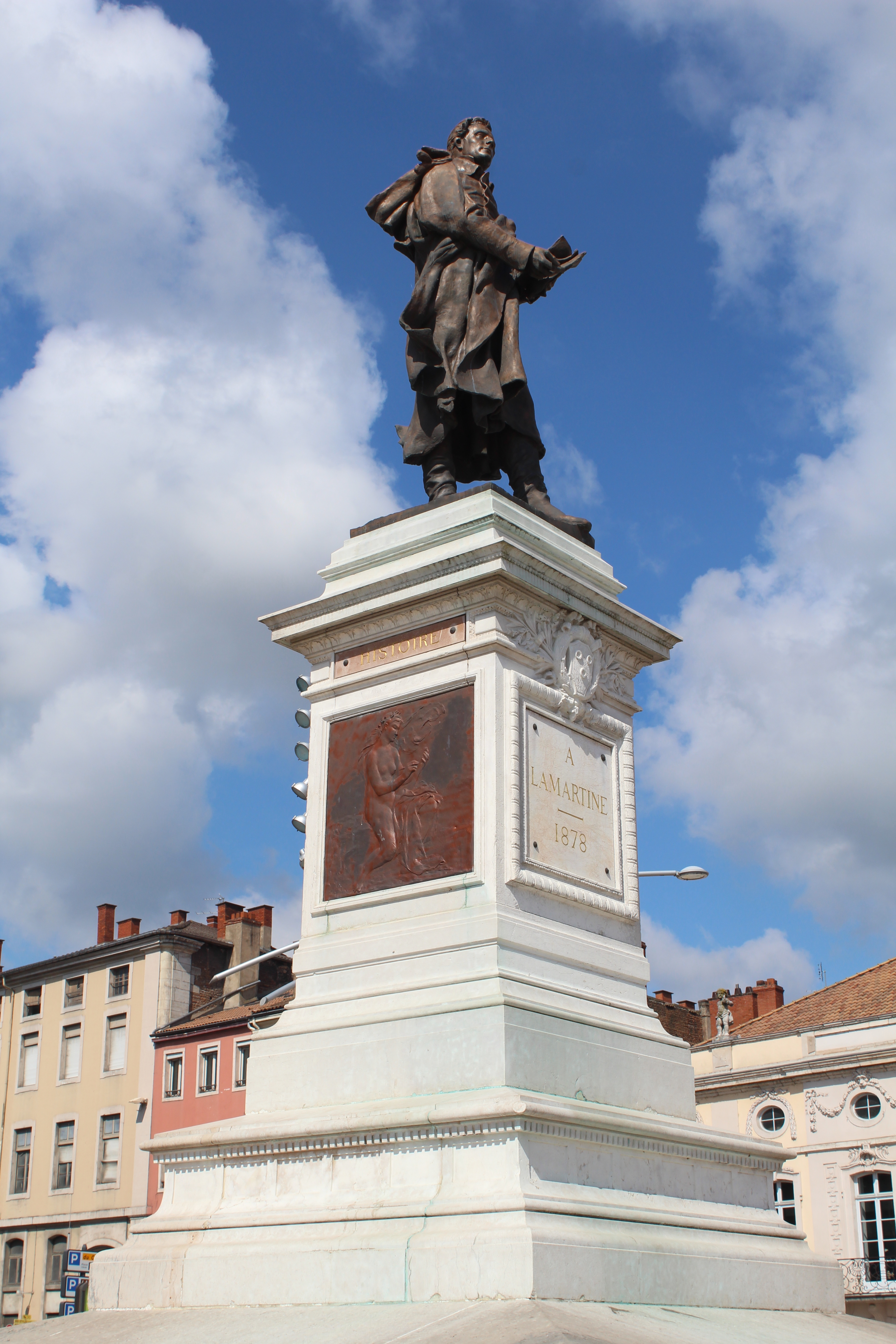
Standbeeld van Lamartine

### Geboren
- Guillaume Hugonet (???-1477), kanselier van Bourgondië
- Alphonse de Lamartine (1790-1869), dichter en staatsman
- Fernand Dubief (1850-1916), politicus
- Hippolyte Petitjean (1854-1929), kunstschilder
- Henri Guillemin (1903-1992), historicus, literatuurcriticus, verteller en polemist
- Lucie Aubrac (1912-2007), verzetsstrijdster, lerares en activiste
- Frédéric Jay (1976), voetballer
- Jimmy Mainfroi (1983), voetballer
- Antoine Griezmann (1991), voetballer
- Valentin Rongier (1994), voetballer

### Overleden
- Warnachar II (???-ca. 626), hofmeier onder koning Chlothar II
- Jean-Baptiste Drouet (1763-1824), revolutionair
- August Vandekerkhove (1838-1923), Vlaams uitvinder, auteur, kunstschilder, feminist en toneelschrijver

## Externe links

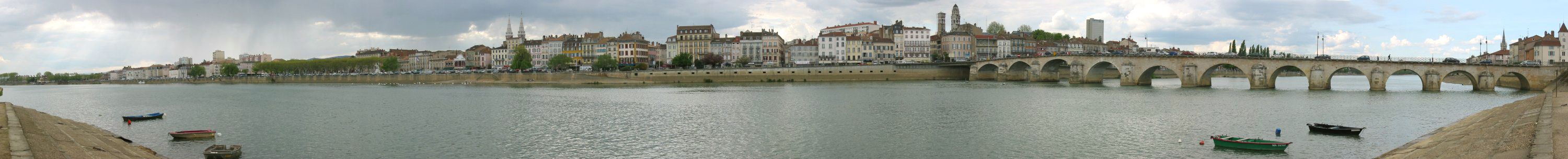
Mâcon gezien vanaf de river de Saône